# Dover (Ohio)
Dover è una città degli Stati Uniti d'America, situata nello Stato dell'Ohio, nella Contea di Tuscarawas.